# Giacomo Gentilomo
Giacomo Gentilomo (Trieste, 5 d'abril de 1909 – Roma, 16 d'abril de 2001) va ser un director de cinema i guionista italià.

## Biografia
Des del batxillerat li apassiona el dibuix, la pintura i el teatre. Un cop finalitzats els seus estudis va dissenyar escenografia i esbossos per al teatre, tant és així que el director rus Pietro Sharoff, a Trieste per muntar un espectacle, va apreciar la seva obra per escenografia i el convida a anar a la seva escola de teatre a Düsseldorf.
El 1931 es va traslladar a Roma i va presentar els seus dibuixos a Società Italiana Cines per ser contractat com a escenògraf. S'agraeixen els esbossos futuristes, però li proposen que comenci a treballar com a secretari d'edició; llavors esdevindrà muntatgista, guionista, ajudant de direcció. Va escriure guions per a Amo te sola (1935) de Mario Mattoli i Belle o brutte si sposan tutte...(1939) de Carlo Ludovico Bragaglia. El 1937 dirigeix el documental Sinfonie di Roma, utilitzant pel·lícula Technicolor per primera vegada a Itàlia. A Alemanya va dirigir les seqüències de batalla de Condottieri (1937) de Luis Trenker.
Però el seu veritable debut com a director va arribar amb Il carnevale di Venezia (1939) en col·laboració amb Giuseppe Adami. En les seves primeres pel·lícules es va orientar cap al gènere de la comèdia: La granduchessa si diverte (1940), Brivido (1941) i Cortocircuito (1943), dos rars exemples italians de pel·lícules giallo-rosa. Amb Ecco la radio! (1940) va crear un experiment singular de promoció del mitjà radiofònic, a mig camí entre el documental i la ficció. La seva primera pel·lícula dramàtica va ser Mater dolorosa (1943), basada en la novel·la de G. Rovetta.
Després de la guerra va fer nombroses pel·lícules, com ara Amanti in fuga (presentada al 1r Festival Internacional de Cinema de Canes) i I fratelli Karamazoff (premiat el 1948 amb dos Nastri d'argento), i d'altres que abasten els gèneres de la comèdia sentimental de color giallo-rosa, el melodrama strappalacrime i les pel·lícules d'aventures. La primera edició del Festival Internacional de Cinema de Locarno es va inaugurar el 23 d'agost de 1946 amb la projecció de O sole mio.
El 1965 va deixar el cinema i es va retirar al seu propi estudi de pintura, dedicant-se a una vasta producció de quadres dels gèneres surrealista i metafísic.

## Filmografia

### Director de cinema
- Sinfonie di Roma (1937)
- Il carnevale di Venezia (1939) codirigida amb Giuseppe Adami
- Ecco la radio! (1940)
- La granduchessa si diverte (1940)
- Luna di miele (1941)
- Brivido (1941)
- Pazzo d'amore (1942)
- Finalmente soli (1942)
- Mater dolorosa (1943) (també muntatge)
- In cerca di felicità (1943)
- Cortocircuito (1943)
- 'O sole mio (1945)
- Tempesta d'anime (1946)
- Amanti in fuga (1946)
- Teheran (1946) codirigit amb William Freshman
- I fratelli Karamazoff (1947)
- Ti ritroverò (1948)
- Lo sparviero del Nilo (1949)
- Biancaneve e i sette ladri (1949)
- Atto di accusa (1950)
- Enrico Caruso, leggenda di una voce (1951)
- Melodie immortali (1952)
- La cieca di Sorrento (1953)
- Appassionatamente (1954)
- Le due orfanelle (1954)
- Una voce, una chitarra, un po' di luna (1956)
- La trovatella di Pompei (1957)
- Sigfrido (1957)
- Il cavaliere senza terra (1959)
- El darrer viking (1961)
- Maciste contro il vampiro (1961)
- I lancieri neri (1962)
- Le verdi bandiere di Allah (1963) amb supervisió de Guido Zurli
- Brenno il nemico di Roma (1963)
- Maciste e la regina di Samar (1964)

### Guionista
- La città dell'amore (1933)
- Luci sommerse (1934)
- Amo te sola (1935)
- Musica in piazza (1936)
- Belle o brutte si sposan tutte... (1939)
- Cortocircuito (1943)
- Teheran (1946)
- L'arciere nero (1959)